# 이성윤 (축구 선수)
이성윤(2000년 10월 31일 ~ )은 대한민국의 축구 선수이다. 포지션은 공격수이다. 현 전남 드래곤즈 소속이다.